# Regeringen Fälldin II
Regeringen Fälldin II var en svensk koalitionsregering bestående av Centerpartiet, Folkpartiet och Moderaterna. Regeringen tillträdde den 12 oktober 1979 och avgick den 22 maj 1981. Trepartiregeringen sprack den 5 maj 1981 på frågan om marginalskatterna (”den underbara natten”), och efterföljdes av regeringen Fälldin III, som bestod av Centerpartiet och Folkpartiet.

## Statsråd
Under hösten 1979 efter riksdagsvalet fördes en debatt inom Folkpartiet där det fanns de som ansåg att fördelningen av statsrådsposter ej var till partiets fördel. Särskilt pekade man på att partiledaren Ullsten borde ha fått en tyngre post, exempelvis socialminister. Ullsten blev dock vice statsminister från den 1 augusti 1980.
* Statsminister eller departementschef
| Titel                                               | Namn                 | Namn                      | Tillträdde           | Avgick               | Parti                |                      |                      |                      |                      |
| Statsrådsberedningen                                | Statsrådsberedningen | Statsrådsberedningen      | Statsrådsberedningen | Statsrådsberedningen | Statsrådsberedningen | Statsrådsberedningen | Statsrådsberedningen | Statsrådsberedningen | Statsrådsberedningen |
| --------------------------------------------------- | -------------------- | ------------------------- | -------------------- | -------------------- | -------------------- | -------------------- | -------------------- | -------------------- | -------------------- |
| Statsminister                                       |                      | Thorbjörn Fälldin*        | 12 oktober 1979      | 22 maj 1981          | Centerpartiet        |                      |                      |                      |                      |
| Justitiedepartementet                               |                      |                           |                      |                      |                      |                      |                      |                      |                      |
| Justitieminister                                    |                      | Håkan Winberg*            | 12 oktober 1979      | 5 maj 1981           | Moderaterna          |                      |                      |                      |                      |
| Justitieminister                                    |                      | Carl Axel Petri*          | 5 maj 1981           | 22 maj 1981          | Partilös             |                      |                      |                      |                      |
| Energi- och straffrättsminister                     |                      | Carl Axel Petri           | 6 november 1979      | 22 maj 1981          | Partilös             |                      |                      |                      |                      |
| Utrikesdepartementet                                |                      |                           |                      |                      |                      |                      |                      |                      |                      |
| Utrikes- och biståndsminister                       |                      | Ola Ullsten*              | 12 oktober 1979      | 22 maj 1981          | Folkpartiet          |                      |                      |                      |                      |
| Vice statsminister                                  |                      | Ola Ullsten*              | 1 augusti 1980       | 22 maj 1981          | Folkpartiet          |                      |                      |                      |                      |
| Försvarsdepartementet                               |                      |                           |                      |                      |                      |                      |                      |                      |                      |
| Försvarsminister                                    |                      | Eric Krönmark*            | 12 oktober 1979      | 5 maj 1981           | Moderaterna          |                      |                      |                      |                      |
| Försvarsminister                                    |                      | Anders Dahlgren*          | 5 maj 1981           | 22 maj 1981          | Centerpartiet        |                      |                      |                      |                      |
| Socialdepartementet                                 |                      |                           |                      |                      |                      |                      |                      |                      |                      |
| Socialminister                                      |                      | Karin Söder*              | 12 oktober 1979      | 22 maj 1981          | Centerpartiet        |                      |                      |                      |                      |
| Sjukvårdsminister                                   |                      | Elisabet Holm             | 12 oktober 1979      | 5 maj 1981           | Moderaterna          |                      |                      |                      |                      |
| Kommunikationsdepartementet                         |                      |                           |                      |                      |                      |                      |                      |                      |                      |
| Kommunikationsminister                              |                      | Ulf Adelsohn*             | 12 oktober 1979      | 5 maj 1981           | Moderaterna          |                      |                      |                      |                      |
| Kommunikationsminister                              |                      | Olof Johansson*           | 5 maj 1981           | 22 maj 1981          | Centerpartiet        |                      |                      |                      |                      |
| Ekonomidepartementet                                |                      |                           |                      |                      |                      |                      |                      |                      |                      |
| Ekonomiminister                                     |                      | Gösta Bohman*             | 12 oktober 1979      | 5 maj 1981           | Moderaterna          |                      |                      |                      |                      |
| Ekonomiminister                                     |                      | Rolf Wirtén*              | 5 maj 1981           | 22 maj 1981          | Folkpartiet          |                      |                      |                      |                      |
| Budgetdepartementet                                 |                      |                           |                      |                      |                      |                      |                      |                      |                      |
| Budgetminister                                      |                      | Ingemar Mundebo*          | 12 oktober 1979      | 31 juli 1980         | Folkpartiet          |                      |                      |                      |                      |
| Budgetminister                                      |                      | Rolf Wirtén*              | 1 augusti 1980       | 22 maj 1981          | Folkpartiet          |                      |                      |                      |                      |
| Personal- och löneminister                          |                      | Olof Johansson            | 12 oktober 1979      | 22 maj 1981          | Centerpartiet        |                      |                      |                      |                      |
| Utbildningsdepartementet                            |                      |                           |                      |                      |                      |                      |                      |                      |                      |
| Utbildningsminister                                 |                      | Jan-Erik Wikström*        | 12 oktober 1979      | 22 maj 1981          | Folkpartiet          |                      |                      |                      |                      |
| Skolminister                                        |                      | Britt Mogård              | 12 oktober 1979      | 5 maj 1981           | Moderaterna          |                      |                      |                      |                      |
| Jordbruksdepartementet                              |                      |                           |                      |                      |                      |                      |                      |                      |                      |
| Jordbruksminister                                   |                      | Anders Dahlgren*          | 12 oktober 1979      | 22 maj 1981          | Centerpartiet        |                      |                      |                      |                      |
| Handelsdepartementet                                |                      |                           |                      |                      |                      |                      |                      |                      |                      |
| Handelsminister och minister för nordiskt samarbete |                      | Staffan Burenstam Linder* | 12 oktober 1979      | 5 maj 1981           | Moderaterna          |                      |                      |                      |                      |
| Handelsminister och minister för nordiskt samarbete |                      | Jan-Erik Wikström*        | 5 maj 1981           | 22 maj 1981          | Folkpartiet          |                      |                      |                      |                      |
| Arbetsmarknadsdepartementet                         |                      |                           |                      |                      |                      |                      |                      |                      |                      |
| Arbetsmarknadsminister                              |                      | Rolf Wirtén*              | 12 oktober 1979      | 31 juli 1980         | Folkpartiet          |                      |                      |                      |                      |
| Arbetsmarknadsminister                              |                      | Ingemar Eliasson*         | 31 juli 1980         | 22 maj 1981          | Folkpartiet          |                      |                      |                      |                      |
| Invandrar- och jämställdhetsminister                |                      | Karin Andersson           | 12 oktober 1979      | 22 maj 1981          | Centerpartiet        |                      |                      |                      |                      |
| Bostadsdepartementet                                |                      |                           |                      |                      |                      |                      |                      |                      |                      |
| Bostadsminister                                     |                      | Birgit Friggebo*          | 12 oktober 1979      | 22 maj 1981          | Folkpartiet          |                      |                      |                      |                      |
| Planminister                                        |                      | Georg Danell              | 12 oktober 1979      | 5 maj 1981           | Moderaterna          |                      |                      |                      |                      |
| Industridepartementet                               |                      |                           |                      |                      |                      |                      |                      |                      |                      |
| Industriminister                                    |                      | Nils G. Åsling*           | 12 oktober 1979      | 22 maj 1981          | Centerpartiet        |                      |                      |                      |                      |
| Kommundepartementet                                 |                      |                           |                      |                      |                      |                      |                      |                      |                      |
| Kommun- och kyrkominister                           |                      | Karl Boo*                 | 12 oktober 1979      | 22 maj 1981          | Centerpartiet        |                      |                      |                      |                      |

## Regeringsbildning
Regeringsbildningen tog 25 dagar efter riksdagsvalet 1979, vilket då var rekordlångt i Sverige. Under tiden satt regeringen Ullsten kvar. 
Thorbjörn Fälldins andra regering var liksom Regeringen Fälldin I en majoritetskoalition och bestod slutligen av 21 statsråd varav ett saknade partipolitisk förankring. Centerpartiet hade sju statsrådsposter inklusive statsministerposten, Folkpartiet fem och Moderata samlingspartiet åtta. Statsråd och föredragande i vissa justitieärenden samt energifrågor var det opolitiska statsrådet och kammarrättspresidenten Carl-Axel Petri. 
Enligt regeringsförklaringen avsåg regeringen att söka så brett samförstånd som möjligt, eftersom det "parlamentariska läge som uppstått efter årets val ställer särskilda krav på att alla tar ansvar". Den borgerliga övervikten i kammaren var endast ett mandat jämfört med minoriteten bestående av socialdemokrater och kommunister.

## Regeringens politik
Den allmänpolitiska debatten i riksdagen på hösten 1979 präglades av den ekonomiska krisen och statsminister Fälldin förklarade att: "Avvägningen mellan ekonomiska framsteg och en ökad livskvalitet blir en av 1980-talets viktigaste problemställningar". Vid regeringsförklaringen hade Fälldin utlovat höjt barnbidrag och den 1 januari 1980 höjdes barnbidraget med 300 kr/barn till 2 800 kr/år. Den 1 juli 1980 ökade föräldraförsäkringen från 9 till 12 månader.
Den 10 januari 1980 presenterades statsbudgeten av budgetminister Mundebo. Budgeten visade inkomster på 148 miljarder och utgifter på 204 miljarder, ett rekordstort underskott. Den politiska debatten under början av 1980 dominerades dock av folkomröstningen om kärnkraft.
Efter folkomröstningen lade regeringen fram ett paket med prisstopp, hyresstopp, höjda livsmedelssubventioner och en skatterabatt. Den 19 maj 1980 presenterades paketet för riksdagen men utan prisstopp och hyresstopp. Kvar fanns en skatterabatt på upp till 500 kronor, vinstfonder och statlig ersättning till jordbrukare istället för höjda livsmedelssubventioner.
Löneförhandlingarna på arbetsmarknaden hade avslutats i april. Avtalet innebar högre löneökningar än ekonomidepartementet hade räknat med och där befarade man att den befarade höjda konsumtionen skulle ge ökad import och ytterligare öka underskottet i handelsbalansen. Under sommaren 1980 diskuterades en höjning av momsen. Den 6 september 1980 beslutade riksdagen att höja momsen med 1,9 %. Förslaget gick igenom med 173 röster mot 172. Socialdemokraterna var emot och föreslog istället införandet av importdepositioner.
Den 13 oktober 1980 lade regeringen fram ytterligare ett sparpaket. I propositionen hävdade regeringen att den offentliga sektorn var för stor i Sverige och drog undan resurser från den privata sektorn, särskilt industrin. I propositionen föreslogs minskade statsbidrag till grund- och gymnasieskolan, sänkt ersättning för nya deltidspensionärer samt minskade statsbidrag till folkbildningsorganisationerna. Det slutliga sparpaketet innebar besparingar på cirka 5 miljarder kronor. Den 22 oktober 1980 väckte Socialdemokraterna och Vänsterpartiet Kommunisterna en misstroendeomröstning mot statsminister Thorbjörn Fälldin i protest mot regeringens ekonomiska politik. 174 riksdagsledamöter röstade för en misstroendeförklaring, 175 emot.
Sparpaketen minskade regeringspartiernas stöd hos väljarna. I SIFO:s mätning för oktober 1980 fick de borgerliga partierna sammanlagt 43 % medan socialdemokraterna fick 49,5 %.
När budgetminister Rolf Wirtén lade fram sin första statsbudget i januari 1981 visade den ett rekordstort underskott på 67,6 miljarder. Trots sparpaketen hade underskottet ökat istället för att minska. Den 3 februari 1981 presenterade därför regeringen ett nytt paket: minskade matsubventioner, minskade statsbidrag till kommunerna och försämrade reseavdrag.
I början av 1981 var Telubaffären aktuell. Frågan gällde utbildningen av libyer i Växjö vid Telub och om utbildningen kunde användas för militära ändamål. Frågan drevs av den folkpartistiske riksdagsmannen Olle Wästberg som menade att libyerna var agenter för PLO. I slutändan prickades handelsministern Staffan Burenstam Linder av riksdagen för sin handläggning.
De tre regeringspartierna var också angelägna att genomföra en marginalskattereform som kunde börja gälla från den 1 januari 1982. Särskilt för centern var det angeläget att genomföra en reform tillsammans med socialdemokraterna så att inte reformen skulle rivas upp efter valet på hösten 1982. Regeringen föreslog därför en marginalskattereform som innebar högst 50 % marginalskatt för inkomster upp till 120 000 kronor. Detta sade socialdemokraterna nej till och medan statsminister Fälldin for på statsbesök till Kina fortsatte förhandlingarna mellan budgetminister Wirtén och socialdemokraternas Kjell-Olof Feldt. På morgonen den 24 april ("Den underbara natten") gjorde Wirtén upp om en reform men den skulle inte börja gälla förrän 1 januari 1983.
Samma dag förklarade ekonomiministern och moderatledaren Gösta Bohman att han inte stod bakom uppgörelsen. Han kunde inte acceptera annat än en reform som skulle börja gälla från 1982. Detta besked satte hela regeringens framtid på spel. Den 1 maj krävde Palme besked om det fanns en överenskommelse eller inte.
Tisdagen den 5 maj kallade Bohman till presskonferens och förklarade att Moderaterna beslutat att lämna regeringen: "Det vi begärde var inte orimligt. Men det krävdes en politisk vilja att sätta trepartiregeringens överlevnad i centrum för ansträngningarna".

## Regeringens avgång
Den 5 maj 1981 entledigade statsminister Thorbjörn Fälldin (c) på deras egen begäran samtliga åtta statsråd från Moderata samlingspartiet. Som ersättare för dessa förordnades samtidigt statsråd i den sittande regeringen. Talmannen informerades samma dag om förändringen av regeringens sammansättning, det vill säga att trepartiregeringen hade blivit en tvåpartiregering.
I detta skede hade regeringen i princip tre olika handlingsalternativ: sitta kvar, förordna om nyval eller avgå. Fredagen den 8 maj inlämnade statsministern sin ansökan om entledigande. Samma dag avgav Thorbjörn Fälldin och Ola Ullsten (fp) också följande deklaration i regeringsfrågan:
I valet mellan de olika handlingsvägar som stått till buds har regeringen valt att avgå. Vi har därvid tagit hänsyn till att socialdemokraterna förklarat att de avser föreslå misstroendeförklaring mot regeringen och att moderata samlingspartiet meddelat sin avsikt att stödja denna.
Den 22 maj tillträdde en centern-folkpartiet-regering, regeringen Fälldin III.

## Statssekreterare
- Statsrådsberedningen: Göran Johansson
- Samordningskansliet: Carl Bildt, Ingemar Eliasson
- Justitiedepartementet: Ove Lindh
- Utrikesdepartementet: Leif Leifland (kabinettssekreterare), Hans Blix
- Försvarsdepartementet: Sven Hirdman
- Socialdepartementet: Åke Pettersson
- Kommunikationsdepartementet: Hans Sandebring
- Ekonomidepartementet: Sten Westerberg
- Budgetdepartementet: Bengt Westerberg, Stig Larsson
- Utbildningsdepartementet: Bert Levin, Anders Arfwedson
- Jordbruksdepartementet: Olof Nilsson
- Handelsdepartementet: Ulf Dinkelspiel
- Arbetsmarknadsdepartementet: Rolf Skillner
- Bostadsdepartementet: Ola Nyquist, Mats Svegfors
- Industridepartementet: Robert Nilsson
- Kommundepartementet: Elisabet Palm